# Slough
Pour les articles homonymes, voir Slough (homonymie).
Slough (prononcé [slaʊ]) est une grande ville du comté de Berkshire, dans le Sud de l'Angleterre. Elle a rejoint ce comté en 1974 : elle faisait auparavant partie du Buckinghamshire. Son centre se trouve à 33 km à l'ouest de Londres, et à un peu moins de 3 km au nord du château de Windsor (Windsor).
La ville est traversée par l'autoroute M4 et la « Great Western Main Line », et sur celui-là se trouve la gare de la ville, desservie par la Great Western Railway et la ligne Elizabeth. Elle est aussi le terminus d'un embranchement à Windsor et Eton.
L'agglomération héberge le « Slough Trading Estate », la plus grande zone d'activités privée d'Europe.

## Géographie
- Habitants : 119 070 en 2001, 140 200 en 2011[2], 164 455 en 2018.
- Superficie : 32,54 km2
- comté : Berkshire (Buckinghamshire avant 1974)

Les villes les plus proches sont Windsor au Sud, Maidenhead à l'Ouest, Uxbridge au Nord-Est et Beaconsfield au Nord.
Slough est constitué d'une partie d'anciens comtés du Buckinghamshire. La ville s'est développée par absorption des villages le long de l'A4 : Chalvey, Cippenham, Colnbrook, Langley, Poyle, Upton et Wexham.
Ses faubourgs comprennent Brands Hill, Britwell, Huntercombe, Manor Park, Salt Hill, Upton Lea et Windsor Meadows. Son aire urbaine voisine les paroisses de Burnham, des parties de Taplow près de Cippenham, Farnham Royal, Stoke Poges qui reste dans le comté de Buckinghamshire et Datchet qui est aussi dans le Berkshire. Eton est étroitement accolé aux espaces verts de Slough.

### Climat
La station météo la plus proche est celle du London Heathrow Airport, à environ 8 km du centre-ville de Slough. Ce secteur de la vallée de la Tamise est réputé pour avoir la plus forte moyenne des températures dans les îles britanniques. En 1981–2010, la moyenne de juillet est de 23.5 °C (74.3 °F.)
Les précipitations sont les plus faibles du royaume : 600 mm annuellement, avec 105 jours donnant plus de 1 mm de pluie.
| Mois                              | jan. | fév. | mars | avril | mai  | juin | jui. | août | sep. | oct. | nov. | déc. |
| --------------------------------- | ---- | ---- | ---- | ----- | ---- | ---- | ---- | ---- | ---- | ---- | ---- | ---- |
| Température minimale moyenne (°C) | 2,3  | 2,1  | 3,9  | 5,5   | 8,7  | 11,7 | 13,9 | 13,7 | 11,4 | 8,4  | 4,9  | 2,7  |
| Température maximale moyenne (°C) | 8,1  | 8,4  | 11,3 | 14,2  | 17,9 | 21   | 23,5 | 23,2 | 19,9 | 15,5 | 11,1 | 8,3  |
| Précipitations (mm)               | 55,2 | 40,9 | 41,6 | 43,7  | 49,4 | 45,1 | 44,5 | 49,5 | 49,1 | 68,5 | 59   | 55,2 |
| dont pluie (mm)                   | 55,2 | 40,9 | 41,6 | 43,7  | 49,4 | 45,1 | 44,5 | 49,5 | 49,1 | 68,5 | 59   | 55,2 |

| Diagramme climatique                                  |            |             |             |             |            |              |              |              |             |           |            |
| J                                                     | F          | M           | A           | M           | J          | J            | A            | S            | O           | N         | D          |
| 8,12,355,2                                            | 8,42,140,9 | 11,33,941,6 | 14,25,543,7 | 17,98,749,4 | 2111,745,1 | 23,513,944,5 | 23,213,749,5 | 19,911,449,1 | 15,58,468,5 | 11,14,959 | 8,32,755,2 |
| Moyennes : • Temp. maxi et mini °C • Précipitation mm |            |             |             |             |            |              |              |              |             |           |            |

## Toponymie
Le nom de la ville qui signifie « endroit boueux » est relevé pour la première fois en 1195 avec l'orthographe Slo.

## Histoire

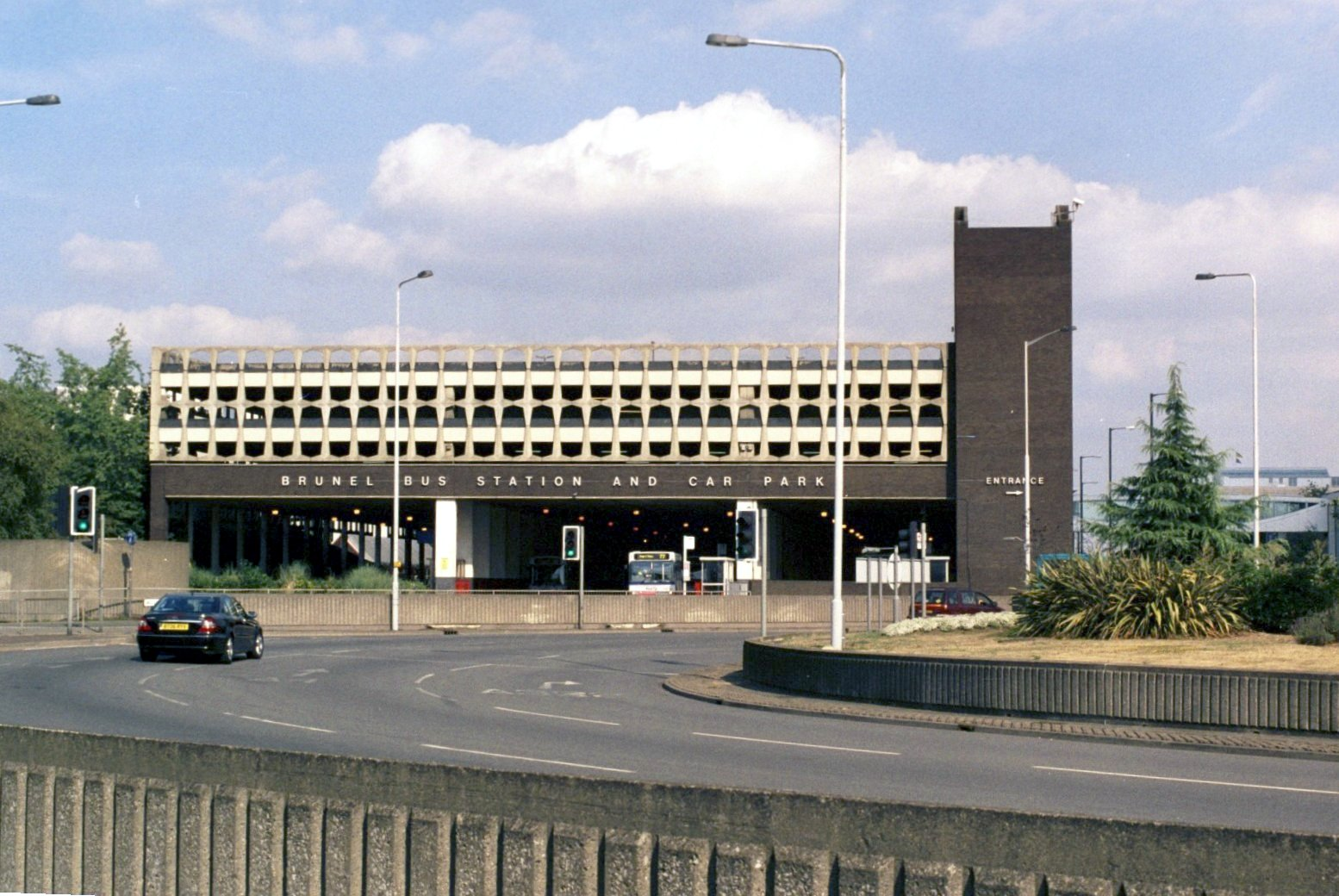
Ancienne gare routière, démolie.

La ville semble n'avoir été qu'un hameau entre Upton à l'est et Chalvey à l'ouest, à peu près sur le site de "Crown Crossroads" où la route vers Windsor (maintenant l'A332) rejoint la « Great West Road ». Le Domesday Book de 1086 fait référence à Upton et à un bois pour 200 cochons, d'une valeur de 15 £. Au XIIIe siècle, le roi Henri III a un palais à Cippenham. Une partie de Upton Court est construite en 1325, alors que l'église St Mary the Virgin à Langley est probablement édifiée fin XIe siècle ou début XIIe siècle bien que reconstruite et agrandie à plusieurs reprises.
C'est à Slough, en 1776, que l'astronome William Herschel a construit le télescope qui lui permit de tracer la première véritable carte de l'Univers, dans son jardin à Windsor Road, avec l'aide de sa sœur Caroline. Un monument y commémore cette prouesse. Herschel est enterré à l'église St Laurence, à Upton, Slough, et une des rues à Slough porte le nom Herschel Street, d'après lui.

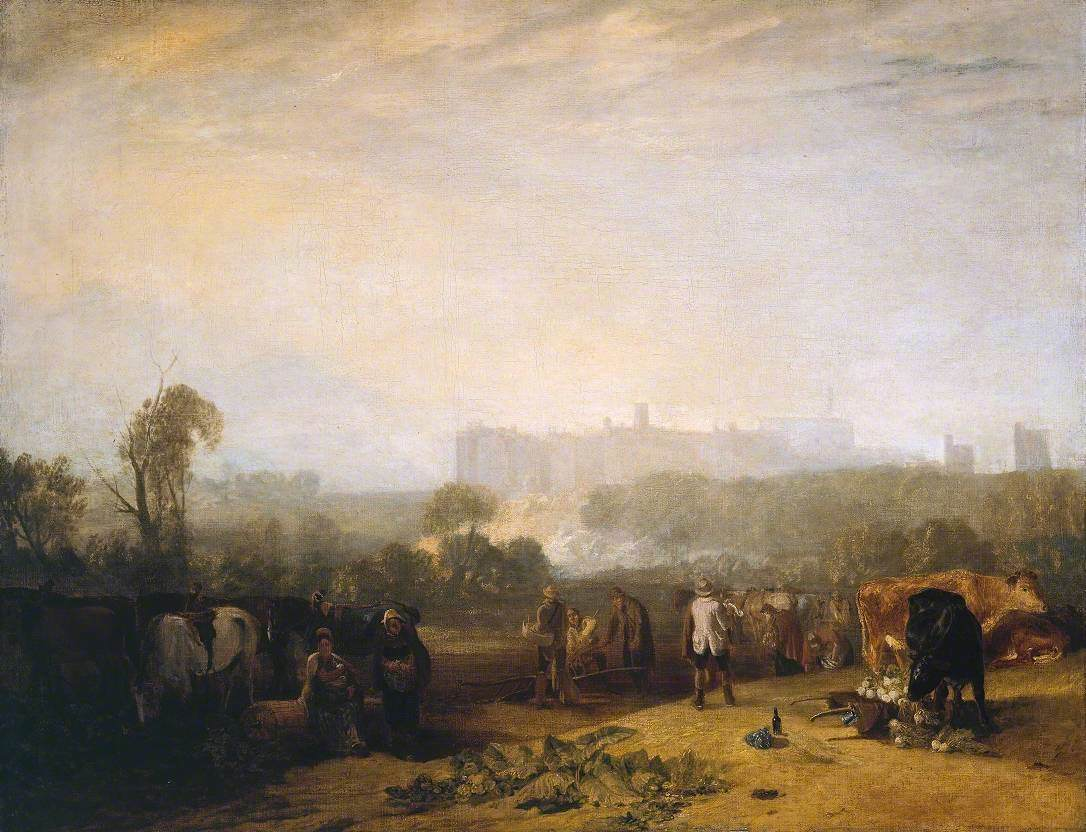
La Récolte des navets
près de Slough («Windsor»)
William Turner, 1809
Tate Britain, Londres

Le peintre William Turner y représente la Récolte des navets dans un tableau exposé en 1809. Le château de Windsor et le Eton College (à droite) s'élèvent à travers la vallée de la Tamise. Des détails tels que la mère qui allaite, le surveillant qui nous tourne le dos, les hommes qui s'occupent d’une charrue cassée et la femme qui s’est pliée en deux pour arracher les racines de navet suggèrent une réalité difficile et la sympathie de Turner pour les participants.

## Démographie
En 1801, Slough comptait 1018 habitants; 5940 en 1871;  11453 en 1901; 33612 en 1931; 50620 en 1939; 80781 en 1961; 101066 en 1991.
En 2018, sa population de 164 455 habitants est la plus diverse ethniquement du pays après celle de Londres, a un taux de délinquance relativement élevé avec 87 délits pour 1000 habitants en 2013. C'est également la ville du Royaume-Uni qui affiche la plus forte proportion de personnes croyantes.
Les 10 nationalités les plus importantes parmi les immigrants à Slough en 2011.
| Pays de naissance des | immigrants à Slough (Recensement de 2011) |
| --------------------- | ----------------------------------------- |
| Inde                  | 11,544                                    |
| Pakistan              | 11,244                                    |
| Pologne               | 8,341                                     |
| Kenya                 | 2,183                                     |
| Irlande               | 1,364                                     |
| Zimbabwe              | 1,352                                     |
| Somalie               | 1,247                                     |
| Sri Lanka             | 1,219                                     |
| Philippines           | 828                                       |
| Afghanistan           | 759                                       |

## Économie

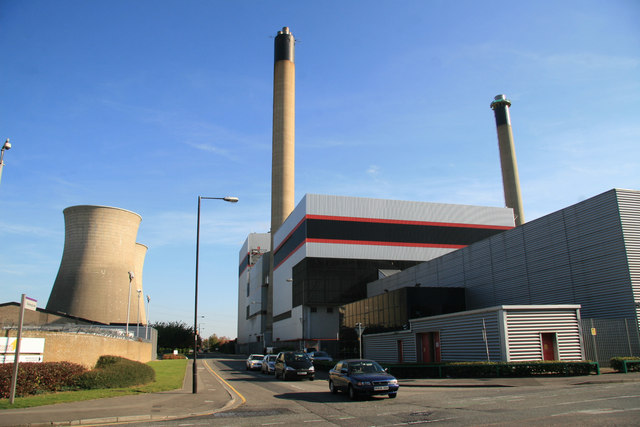
Centrale électrique Scottish & Southern.

Slough est le siège social de grandes sociétés telles que Reckitt Benckiser.

### Citroën à Slough
Le 18 février 1926, une usine du constructeur automobile français Citroën a été ouverte à Slough par son fondateur, pour la fabrication de ses voitures destinées au marché britannique. Les raisons étaient les droits de McKenna sur les voitures importées et l'obligation d'avoir les volants sur la droite pour respecter le sens de circulation aux Îles Britanniques.
Quelques voitures célèbres de la compagnie y étaient fabriquées :
- la Traction Avant ;
- la 2 CV ;
- l'Ami 6.
- les ID/DS

De plus, une voiture très rare, la « Citroën Bijou », était aussi fabriquée à Slough. En 1965, décision est prise d’arrêter la production anglaise. Le 18 avril 1966, la dernière DS Pallas tombe des chaines. le site héberge aujourd'hui les bureaux britanniques de Citroën.

## Politique
Slough constitue également une circonscription électorale pour les élections générales britanniques depuis 1983.

### Jumelage
- Montreuil (Pas-de-Calais) (France) depuis 1988[14].